# Campeonato Sudamericano de Voleibol Femenino Pre-Infantil
El Campeonato Sudamericano de Voleibol Femenino Sub-14 es un torneo de voleibol femenino. Es organizado por la Confederación Sudamericana de Voleibol y el país anfitrión, y está dirigido a las selecciones nacionales que integre jugadoras con un máximo de 14 años de edad.

## Historial
| N.º | Año  | Sede    |      |           |         | 4º    |
| --- | ---- | ------- | ---- | --------- | ------- | ----- |
| I   | 2014 | Chosica | Perú | Argentina | Bolivia | Chile |

## Medallero
- Actualizado hasta Perú 2014

| Núm. | País      | Oro | Plata | Bronce | Total |
| ---- | --------- | --- | ----- | ------ | ----- |
| 1    | Perú      | 1   | 0     | 0      | 1     |
| 2    | Argentina | 0   | 1     | 0      | 1     |
| 3    | Bolivia   | 0   | 0     | 1      | 1     |
|      | TOTAL     | 1   | 1     | 1      | 3     |

## MVPpor edición
- 2014 –  Perú - Kiara Montes

- Datos: Q25405026